# Колбайка
Колбайка (Колбайкай) — река в России, протекает в Шатровском районе Курганской области. Устье реки находится в 5,2 км по левому берегу реки Кызылбайка у деревни Ленская. Длина реки составляет 19 км.

## Данные водного реестра
По данным государственного водного реестра России относится к Иртышскому бассейновому округу, водохозяйственный участок реки — Исеть от впадения реки Теча и до устья, без реки Миасс, речной подбассейн реки — Тобол. Речной бассейн реки — Иртыш.
Код объекта в государственном водном реестре — 14010501112111200003897.

## Населённые пункты
- д. Лукина
- с. Дальняя Кубасова
- д. Ударник
- д. Ленская